# Plotosus papuensis
Plotosus papuensis är en fiskart som beskrevs av Weber, 1910. Plotosus papuensis ingår i släktet Plotosus och familjen Plotosidae. Inga underarter finns listade i Catalogue of Life.